# رابطة مشجعي نادي الشرقية
رابطة مشجعي نادي الشرقية، هي مجموعة من محبي ومشجعي نادي الشرقية والذين يواظبون على حضور المباريات وتشجيع الفريق في محافظات مصر المختلفة ولهم اهازيجهم واغانيهم المختلفة، ينقسم مشجعي نادي الشرقية الي روابط أبرازها الجرين بويز.